# Sin rodeos (film 2018)
Sin rodeos è un film spagnolo del 2018, diretto da Santiago Segura e interpretato principalmente da Maribel Verdú. Si tratta di un remake del film cileno Sin filtro (2016) diretto da Nicolás López.

## Trama
A 39 anni, Paz è una donna madrilena la cui vita è sull'orlo di un collasso nervoso: nel suo lavoro in un'azienda di marketing è costantemente umiliata dal suo capo Borja; la migliore amica di Paz, l'insegnante di ginnastica Vanessa, è completamente ossessionata dal suo ex ragazzo, che stalkera da telefono sulle app di appuntamenti e sui social network; la sorella di Paz, Bea, è una gattara pazza che organizza feste per altre gattare, e chiedere a Paz di prendersi cura del gatto per qualche giorno significa che si reca a una riunione di un gruppo di attivisti per i diritti dei gatti; il fidanzato di Paz, Dante, è un pittore artistico argentino e un uomo pigro che vive solo per i suoi quadri, trascurando la loro relazione e la casa dove vivono insieme a Tolouse, figlio di lui e figliastro di lei, adolescente maleducato e analfabeta che rifiuta e disprezza apertamente la matrigna; infine è tentata di nascosto da Gabriel, compagno di lavoro e fidanzato precedente a Dante (che è in procinto di sposarsi con la gelosa, dominante e maniaca del controllo Alejandra).
Dopo aver avuto un attacco di panico a causa della situazione di estrema solitudine in cui vive, Paz contatta un guru televisivo hindi chiamato Amil Narayan per cercare una soluzione ai suoi problemi. Il guaritore le offre una soluzione: una pozione a base di piante antiche che allenta la tensione. L'intruglio sembra però più potente del previsto: Paz si ritrova con un risultato sorprendente, diventando, dopo aver accidentalmente ingerito l'intero contenuto, una donna "senza filtro".

## Produzione
Le riprese del film si sono svolte dal 5 giugno al 15 luglio 2017, nelle seguenti località spagnole della Comunidad de Madrid: Madrid, Pozuelo de Alarcón, Majadahonda, Las Rozas de Madrid.

## Distribuzione
Dopo una première a Madrid e Ibiza il 20 febbraio 2018, alla data odierna (tardo Giugno 2021), le date di uscita del film sono state:
- 2 marzo 2018 in Spagna
- 14 giugno 2018 in Argentina
- 6 giugno 2019 in Perù

## Accoglienza

### Incassi
Uscito in Spagna venerdì 2 marzo 2018, il film è diventato il miglior incasso spagnolo dell'anno al botteghino. Ha ottenuto la migliore media per schermo, risultando il numero uno in più di 100 cinema nell'intero Paese durante il primo fine settimana di proiezione. Secondo i dati forniti dall'ICAA, il film ha accreditato la vendita di oltre 720.000 biglietti e un guadagno di oltre 4.500.000 euro.

### Critica
Il film ottiene valutazioni contrastanti tra critica e portali di informazione cinematografica. Su IMDb ottiene un punteggio di 5.7 su 10 con 1.740 voti. Su FilmAffinity ottiene un punteggio di 5.1 su 10 con 7.215 voti. Su Rotten Tomatoes ottiene un punteggio di "fresco" per il 71% di 7 recensioni professionali e per il 50% delle 14 valutazioni effettuate dagli utenti.